# Among Us
Among Us (en català: Entre nosaltres) és un videojoc multijugador en línia. El videojoc està ambientat en una nau espacial. Els participants (de 4 a 10) poden guanyar el joc fent unes tasques a les diferents sales de la nau, però un o diversos jugadors han estat escollits secretament com a impostors, que per guanyar han d'assassinar els altres sense ser descoberts.
El joc va aparèixer el 2018 però va tenir molt poc reconeixement i popularitat. No va ser fins dos anys després, al 2020, que el joc es va començar a fer famós perquè molts streamers de Twitch i YouTube hi van començar a jugar amb altres streamers.
El 17 de setembre del 2020 va superar les 85 milions de descàrregues en dispositius mòbils. Amb tot l'èxit que s'estava generant, el mateix any es va anunciar una segona versió del joc, Among Us 2. Però a finals del mes de setembre, InnerSloth en va anunciar la cancel·lació i es van incorporar les millores que s'haurien incorporat a la segona versió a l'original per tal de millorar-la.
Alguns dels canvis que es volien portar a terme van ser l'augment de persones per partida o millorar els servidors del joc, ja que molts jugadors estaven descontents amb el rendiment del joc. La causa d'aquesta insatisfacció es devia al fet que els servidors tenien tendència a caure constantment, i moltes vegades costava seguir el joc. També es va voler crear nous mapes i un sistema per persones amb daltonisme, atès que aquestes persones tenen moltes dificultats a l'hora de jugar i no poder distingir el color que defineix cada jugador.
Segons informa Sensor Twoter, els països en els quals s'ha aconseguit un major número de descàrregues són Estats Units, el Brasil, Mèxic, Corea del Sud i les Filipines, tot i que la seva popularitat està present a molts més països. Els Estats Units acumula més de 20 milions de descàrregues, el Brasil supera els 16 milions i Mèxic 7 milions. Entre aquests tres països ja sumen més de la meitat de les descàrregues.
L'agost del 2021 el grup de Projecte 'Ce Trencada' va traduir de manera comunitària i no oficial el joc en català.

## Argument i funcionalitat del joc[4][5][6]
Among Us és un videojoc multijugador que consta de partides en línia d'entre 4 i 10 persones jugant simultàniament. La majoria de persones a la partida seran la tripulació, mentre que l'altra minoria (entre 1 i 3 persones) seran impostors. L'objectiu de la tripulació serà acabar un nombre definit de tasques abans que els impostors no matin o sabotegin tota la tripulació. L'objectiu del/s impostor/s, en canvi, serà matar i sabotejar tota la tripulació abans que aquesta acabi les tasques.
Cada vegada que l'impostor mata alguna persona, ha d'intentar no ser descobert per la tripulació. Per evitar-ho, podrà utilitzar els conductes de ventilació de la nau on no podrà ser vist i des d'allà es podrà anar movent de forma limitada per la nau. Des d'una altra sala, podrà sortir dels conductes per seguir sabotejant i matant a la resta de la tripulació.
Cada cop que es descobreixi un cadàver, si és desitjat, qui l'ha trobat ho podrà comunicar i s'aturarà el joc durant una estona. Aquest avís el poden fer tant els tripulants com un dels impostors (tot i que no es fa gaire sovint). Durant aquesta estona (que es defineix per la configuració de la partida), tothom podrà parlar i discutir sobre qui creu que és l'impostor. Aquest haurà d'anar amb compte per no ser descobert i utilitzar una estratègia per poder-se defensar de les acusacions (si s'escau).
El joc està ambientat en una nau espacial i els tripulants representen la tripulació de la nau. Aquests tripulants necessiten reparar la nau (fent les tasques que se'ls demana). Els impostors representen, en canvi, uns alienígenes que es troben dins la nau i que volen matar i sabotejar la tripulació. Els tripulants guanyen si són capaços d'arribar a casa i els impostors guanyen si poden impedir que els tripulants arribin a casa.

## Controls[7]
Els controls del joc són diferents segons la plataforma en què juguem. També els podem canviar de forma limitada des de la configuració de l'aplicació del joc (vegeu l'apartat 4).

### Dispositiu mòbil (iOSiAndroid)[8]
En aquest cas podrem triar entre dos tipus diferents de control per poder-nos moure pel mapa. Podem canviar-ho des de la configuració del joc i els dos models diferents entre els quals podem escollir són amb l'ús d'una palanca de control o amb l'ús tàctil. Canviarà la nostra manera de moure's pel mapa depenent de l'opció que triem.
Per poder completar les tasques que es proposen sabotejar i matar la tripulació (si som un impostor), utilitzarem la pantalla tàctil del dispositiu. Haurem de pitjar els botons que vulguem i lliscar-hi el dit per completar algunes de les tasques (si cal).

### Controls per aPC(Microsoft Windows)[9][10][11]
En aquest cas utilitzarem el ratolí per accedir al joc i a la partida, però un cop siguem dins, es compliquen una mica més els controls. Haurem de fer servir el teclat de l'ordinador per poder fer totes les accions necessàries i poder jugar.
| Tecla o botó                | Acció                                               |
| W o fletxa cap a dalt       | Moviment cap a dalt                                 |
| S o fletxa cap a baix       | Moviment cap a baix                                 |
| A o fletxa cap a l'esquerra | Moviment cap a l'esquerra                           |
| D o fletxa cap a la dreta   | Moviment cap a la dreta                             |
| Q                           | Matar un tripulant (només si ets impostor)          |
| E o barra d'espai           | Obrir el mapa de sabotatges (només si ets impostor) |
| Botó dret ratolí            | Utilitzar un accessori o objecte (fer una tasca)    |
| R                           | Notificar o comunicar un cadàver                    |
| Esc                         | Sortir d'una tasca que estàs fent                   |
| Tab                         | Observar el dibuix del mapa                         |
| Alt + Intro                 | Observar la pantalla completa                       |
| E o barra d'espai           | Utilitzar                                           |
| Botó esquerre ratolí        | Interactuar amb l'app abans de començar la partida  |

## Mapes del joc
Per jugar al joc, al fer les partides, trobarem diferents mapes on el joc evolucionarà d'una manera o una altra (depenent d'on es trobi cada sala del mapa). A mitjan octubre de 2020, hi havia 3 mapes diferents per poder jugar en una partida pública, privada o de mode lliure:

### The Skeld
Aquest va ser el mapa de joc més usat de 2020. Es tracta d'una nau espacial en forma horitzontal allargada i no gaire ample, té diferents sales (totes interiors).
Sales: cafeteria, armeria, O₂ o oxigen, navegació, escuts, comunicacions, magatzem, administració, electricitat, motor inferior i superior, reactor, seguretat i ala mèdica.

### Mira HQ
En aquest cas el mapa és una mica més petit, però sobretot té una firma molt més dispersa, amb un percentatge de passadissos que ocupen el mapa molt més alt que en el cas dels altres mapes. Té una forma molt vertical a la part dreta del mapa, una forma un xic menys vertical a la part central/esquerra i a la part esquerra, té una forma horitzontal.
Sales: hivernacle, oficina, administració, cafeteria, magatzem, balcó, ala mèdica, comunicacions, vestidor, laboratori, reactor, llançaments i un passadís anomenat “descontaminació”.

### Polus
Aquest últim i tercer mapa té forma horitzontal, és molt ampli i espaiós, i això permet circular-hi de forma fàcil. Aquest mapa es troba a l'aire lliure i, tot i que algunes sales són tancades, la major part de la superfície és oberta. Així doncs, és l'únic on els conductes de ventilació dels impostors són a l'aire lliure (una mena de caus en aquest cas).
Sales: nau d'abordatge, seguretat, electricitat, magatzem, laboratori, O₂ o oxigen, comunicacions, oficina, armeria, administració i sala d'espècimens.

## Informació i configuració de l'app[4][6]
L'aplicació és gratuïta per a les plataformes de dispositiu mòbil (Android i iOS), però no per a PC. En aquest últim cas, podem trobar el joc en plataformes com Steam per un preu de 3,99 €. De tota manera, hi ha compres integrades dins el joc, on encara que alguns vestits s'obtenen tot just començar i de franc, n'hi ha que costen diners. Amb aquestes compres incloses, podem comprar mascotes que ens acompanyaran tota la partida (des de gossos, hàmsters fins a robots o fins i tot un petit Stickmin, que és una picada d'ullet a un altre joc del desenvolupador (vegeu l'apartat 7.1.2). També es poden eliminar tots els anuncis del joc (per 2,19 €), així com comprar diferents vestits i/o barrets.
La configuració de l'aplicació és força fàcil per poder començar a jugar les partides, ja siguin en línia o en mode lliure (sense connexió). És ben clar que per poder jugar partides en línia, necessitem una connexió estable a Internet. En cas contrari, no podrem accedir a les partides en línia, però sí a la resta de modes (mode lliure i informació de l'aplicació). Un cop entrem a l'aplicació, veurem ràpidament una pantalla amb el títol del joc a la part superior, quatre botons grossos i vistosos en blanc en forma de rectangle a la part central baixa i 5 botons més en forma de cercle més petits a la part baixa de la pantalla. Els botons grossos fan les accions següents:

### Local
Ens permet accedir a una altra pantalla on podem triar el nostre nom per a la partida (amb unes condicions d'entre un mínim d'1 i un màxim de 10 caràcters). Després surt una imatge en forma de circumferència i un títol que ens diiu “Ser amfitrió”. En prémer aquesta opció, el que fem és crear la nostra partida en línia on després podem configurar-la per ser pública, privada… (vegeu l'apartat 5). Finalment hi ha un últim apartat amb un quadre i un text a la part superior amb el títol “Sales disponibles”.

### En línia
En prémer aquest botó ens trobem una pantalla amb (un altre cop) el nom que volem fer servir per jugar la partida i ara trobem tres botons més i ben diferenciats. El primer ens permet poder ser amfitrions d'una partida (com en l'últim cas).
El segon botó, amb el nom “Pública”, ens condueix a una pantalla amb diverses partides en línia que s'estan jugant en aquell moment. Totes són partides públiques i nosaltres podem definir si les volem d'un impostor, de dos, de tres... També podem triar el mapa en què volem jugar. Un cop definits aquests filtres, podem prémer la partida que vulguem de totes les resultants. (La informació que veiem abans de prémer la partida és el nombre d'impostors i el nombre de jugadors que hi ha a la sala).

### Com jugar-hi
Amb aquest botó l'aplicació ens condueix a una pantalla d'11 diapositives o diferents pantalles amb tota la informació necessària sobre el funcionament del joc. Tal com el nom indica, ens explica de forma prou extensa (combinant lletra, imatges i vídeos) com s'hi juga, de manera que les persones que hi entrin per primera vegada ho puguin entendre.

### Mode lliure
En aquest últim botó o opció de botó, es desplega una petita llista amb tres noms (corresponents als tres mapes que conté el joc). Un cop entrem en un dels mapes proposats (qualsevol dels tres), apareixem a la cafeteria del mapa en qüestió. Allà podem configurar tot el que puguem sobre la nostra partida sense connexió (vegeu l'apartat 5).

### Altres botons
Aquests són els botons més petits, un total de 5, que es troben a la part baixa de la pantalla i que fan les accions següents:

#### Notificacions
Té una imatge a dins amb un altaveu i si hi cliquem ens apareix una pàgina d'anunciaments del desenvolupador. Aquí hi apareixen totes les informacions necessàries per als jugadors, com l'estat dels servidors, informació breu sobre la plataforma…

#### Configuració
Aquest botó té una mena de rodeta a dins i quan el premem ens entra a una petita pantalla amb dues pestanyes (General i Dades). A la pestanya General podem canviar els controls: palanca de control o tàctil. En cas de triar la primera opció, es pot ajustar la mida de la palanca. També hi ha un apartat de so on es pot ajustar el volum de la música i dels efectes de so. Finalment, hi ha una opció per si volem bloquejar el xat. A la pestanya Dades podem triar l'idioma en què volem l'aplicació (anglès, castellà, portuguès, coreà o rus). També hi ha una opció per personalitzar els anuncis.

#### Informació principal
Entrem a una pantalla amb la informació d'InnerSloth relacionada amb Among Us. Ens apareix el logo del desenvolupador, els dos artistes, el programador i els 10 traductors del joc. També apareix el logo de tres xarxes socials on Among Us hi està present (Discord, Twitter i FaceBook).

#### Estadístiques personals del joc
Accedim a les estadístiques personals del joc. Si premem aquest botó (amb una imatge d'un histograma), podem veure totes les nostres estadístiques del joc des que vam començar a jugar-hi. Aquestes dades són molt completes i inclouen el total de tasques efectuades, de reunions fetes, d'assassinats com a impostor, el nombre de vegades com a tripulant i impostor, el nombre de vegades assassinat i molts altres aspectes (tots en una llista).

#### Compres integrades
Ens condueix a una pantalla on podem fer qualsevol de les compres integrades al joc (esmentades abans). Si volem fer una de les compres, accedirem a una de les plataformes que utilitzem per poder-la pagar (Google Play, App Store…).

## Informació i configuració de la partida[4][14][15]
Quan creem una partida i en siguem els amfitrions, podem triar les configuracions que volem que tingui. Abans de crear-la, hem de triar el nombre d'impostors que volem tenir, el nombre de jugadors, el mapa en el qual volem fer la partida i, finalment, la llengua del xat. Podem triar de 4 a 10 jugadors i entre 1 i 3 impostors. La llengua que triem no té efecte en la llengua del joc en si, però determina en quina llengua es parla durant la partida. Les diferents opcions que hi ha són l'anglès, el castellà, el portuguès, l'àrab, el filipí, el polonès, el rus, el coreà i un apartat per a altres llengües no incloses al xat.
Qualsevol persona és apta de poder unir-se a qualsevol partida en línia (sempre que sigui pública). També pot jugar en una partida privada en cas que el creador o que un dels jugadors li digui el codi de 6 dígits de la partida. És important saber que les partides públiques també tenen un codi que pot ser esmentat per les persones que volen entrar a la partida.
D'altra banda, també hi ha el mode de joc lliure on, individualment, podem triar ser un tripulant o un impostor per poder practicar les tasques o les habilitats d'impostor. A la personalització d'aquest mode de joc, podem triar el mapa on volem jugar i totes les tasques que volem fer si som els tripulants o tam´be podem triar ser impostors. En aquest cas, juguem contra la màquina, és a dir contra bots que no es mouen ni fan tasques. Ens serveix només per practicar, ja que no fan absolutament res i si nosaltres mateixos comuniquem el cadàver, votaran una persona de manera aleatòria.
En el cas de les partides en línia, quan hi juguem, apareixem a la cafeteria (en el cas del mapa Skeld), a la sala de llançament (en el cas del mapa Mira HQ) i a la nau d'abordatge (en el cas del mapa de Polus). Un cop som dins el mapa, podem començar a fer moviments ràpidament per fer el que vulguem.

### Pantalla inici de la partida
Al començar la partida, ja sabrem si som tripulants o impostors (en el cas de les partides en línia), ja que ens ho hauran dit abans. Tot just s'inicia la partida, apareix una imatge amb un personatge (en aquest cas el de color vermell i surten les lletres “shhhhhhh!”. Això indica que ha començat el joc i, tot seguit, ens apareix una altra pantalla (diferent en cas de ser tripulant o impostor). En tots dos casos ens apareix una mateixa música de suspens que caracteritza aquest moment intens del joc:

#### Pantalla del tripulant
Apareix una fotografia de tots els jugadors de la partida (amb els seus colors i vestits) i tots seguits en una fila a la part central de la pantalla. Apareixen també les lletres “Tripulant” en color blau cel, i de forma gran i visible, a la part superior de la pantalla. De fet, en aquest cas la pantalla és de color negre i blau cel en algunes parts. Per acabar, tot just a sota de la paraula "Tripulant" hi apareix un petit text que diu: “Hi ha x impostors entre nosaltres”, on x és el nombre d'impostors que té la partida (un, dos o tres).

#### Pantalla de l'impostor
Apareixem en una pantalla on a la part central hi surten els personatges que són impostors. Si la partida només té un impostor, a la imatge veurem només el personatge triat per nosaltres; si en té dos, veurem el nostre i un altre, i si en té tres, els veurem tots tres. La pantalla, en aquest cas, en comptes de ser blau cel i negra, és de color vermell i negra. A la part superior hi apareix la paraula “Impostor”, ben visible i remarcada en vermell.

### Pantalla fi de la partida
Quan la partida finalitza per qualsevol dels motius que s'esmentaran més tard, el que passa és que entrem en una pantalla diferent. En els dos casos següents, a la part inferior esquerra i dreta, apareixen dos botons. El primer (a l'esquerra) serveix per abandonar la partida i el segon (a la dreta) per tornar a jugar una altra vegada en la mateixa partida (i tornem així a la sala d'espera). A més a més, les pantalles ens mostren el següent:

#### Pantalla del/s guanyador/s
En aquest cas, tant els tripulants com els impostors, apareixem en una pantalla amb la paraula “Victòria” a la part superior de color blau i a la part central surten els jugadors amb qui s'ha aconseguit la victòria. En tots dos casos (impostor i tripulant), la pantalla és blau cel i negra i veurem el nom dels personatges tot just a sota de cadascun, en vermell (els impostors) o en blau (els tripulants). Els personatges apareixeran amb la seva forma habitual si no els ha passat res, però si algun ha mort (ja sigui perquè ha estat assassinat o perquè se l'ha fet fora de la nau), apareixerà en forma de fantasma. Així doncs, podrem diferenciar les persones que han quedat vives al final de la partida de victòria de les que no ho han fet.

#### Pantalla del/s perdedor/s
La pantalla apareix de color vermell i negre (tant en tripulants com impostors). A la part superior de la pantalla, hi surt el text (també en vermell) “Derrota”. A la part central de la pantalla (com en el cas anterior), veurem la imatge de tots els personatges que han perdut. També hi tindran el seu nom corresponent just a sota de cada personatge i, de nou, veurem les persones que han quedat vives de forma habitual i les que no ho han fet, amb el seu personatge en forma de fantasma.

### Motius de finalització d'una partida

#### Mort o sabotatge del tripulants
En cas d'un sabotatge que no es pot parar a temps i moren tots els tripulants, s'acaba la partida i la victòria la tenen els impostors. En canvi, si la partida acaba per assassinats, només cal que quedin vius el mateix nombre de tripulants que d'impostors.
És a dir, si en total hi ha un impostor i només queda un tripulant a la nau, l'impostor ha guanyat. Si són dos impostors, amb dos tripulants i si en són tres, amb tres. En aquest cas sempre serà una victòria per als impostors i pot posar fi a un assassinat o bé fent fora de la nau un tripulant en comptes de l'impostor.

#### Assoliment de totes les tasques
Aquest cas assegura una victòria per a la tripulació, on aquesta assoleix i completa totes les tasques demanades per cada tripulant. En aquest cas, si s'aconsegueix fer una reunió d'emergència un cop tot està fet, la tripulació s'endú la victòria final.

#### Fer fora de la nau els impostors
Així com la partida pot acabar en victòria per als impostors si aquests aconsegueixen fer fora totes les persones de la nau, també pot acabat en victòria per als tripulants si aconsegueixen fer fora de la nau els impostors. Si durant les votacions de les reunions s'aconsegueix fer fora els impostors i no en queda cap dins la nau, la tripulació haurà guanyat la partida.

#### Desconnexió individual
En aquest cas, pot ser que la partida no acabi per a tots els jugadors sinó que acabi només per a una persona. Aquest fet es pot donar per dues circumstàncies diferents. La primera és que, per un error o falta de connexió, el joc ens desconnecta directament de la partida (cal una connexió mínima per poder-hi jugar).
La segona opció, en canvi, és que la persona en qüestió decideixi deixar el joc, ja sigui tancant l'aplicació o anant a la configuració de la partida (a dalt a la dreta) i abandonant la partida. Cal dir que repetir aquesta segona opció de forma intencionada diverses vegades, pot arribar a causar efectes negatius en el joc (com, per exemple,no poder jugar-hi durant un temps determinat).

## Popularitat[4][5][16][17]
Tot i que el joc es va llançar a mitjan any 2018, es va popularitzar durant el 2020 (sobretot entre principis i mitjans de 2020), quan molts streamers de les plataformes de Twitch i YouTube van començar a penjar contingut i vídeos relacionats amb l'Among Us. Això va passar a la major part del món on el joc es va fer viral, i on per tant, es creva força contingut a les xarxes i plataformes. A principis de novembre, ja es superava per força la xifra dels 100 milions de descàrregues. Hi ha qui afirma que la clau de la popularització del joc és la seva creativitat i la senzillesa, ja que sense tenir gràfics al·lucinants, codis molt sofisticats o altres aspectes que poden tenir jocs més desenvolupats a nivell tecnològic, Among Us ha aconseguit fer-se molt popular sense aquesta necessitat.
Segons informa Sensor Tower, el balanç durant l'any ha estat molt positiu en quant a descàrregues en totes les plataformes que hi ha disponibles. S'estima que durant l'any 2018 (quan es va llançar el joc), hi havia aproximadament un nombre total d'uns 30 jugadors simultanis en línia al joc i que a finals de setembre de 2020, va sobrepassar un total de 3,8 milions de jugadors simultanis en línia. S'ha arribat també a superar la línia dels 60 milions de jugadors en un sol dia, tenint en compte que té més de 100 milions de descàrregues, tampoc sembla tan sorprenent que en un sol dia acollís s més de 60 milions de jugadors.
Els tres països que tenen més descàrregues, sumen més del 50% total de descàrregues del joc. Aquests països són Estats Units (amb més de 20 milions de descàrregues), Brasil (superant-ne els 16 milions) i finalment Mèxic (amb aproximadament uns 7 milions de descàrregues).
Gràcies a la gran popularització d'Among Us, plataformes de comunicació en el joc com ara Discord, han batut rècords de descàrregues, hores de comunicació, trucades fetes, diàlegs escrits... Així que com que Among Us des que es va popularitzar i fins a finals d'octubre no tenia la possibilitat de comunicació per veu dins del joc, molts jugadors van haver d'utilitzar aquestes altres plataformes per gaudir millor del joc i l'experiència.

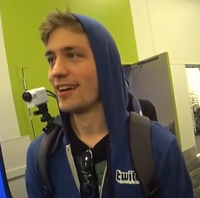
L'streamer de Twich Sodapoppin, famós per popularitzar l'Among US a Twitch.

## Desenvolupament i desenvolupador[27][28]
El desenvolupador del joc és InnerSloth, una empresa desenvolupadora de videojocs independent amb seu a Washington. Aquesta empresa ha desenvolupat i llançat un total de dos jocs de cara al públic però n'ha distribuït tres (els dos desenvolupats) i un on InnerSloth no era el desenvolupador. El seu programador principal o cap de programadors i dissenyador de codis és Forest Willard i els dos artistes principals de l'empresa són B. Marcus i L. Amy.

### Altres jocs del desenvolupador
L'empresa InnerSloth no té només el joc Among Us, sinó que també en té altres, tot i que no són tan coneguts i no han tingut tan èxit com aquest. El primer joc esmentat a continuació (Dig 2 China!) no va ser desenvolupat per InnerSloth, sinó que només va ser-ne el distribuïdor. En canvi, en el segon joc (The Henry Stickmin Collection), InnerSloth va ser l'encarregat de desenvolupar i distribuir el joc.

#### Dig 2 China!
Es va publicar el 2 de novembre de 2015 i, sense tenir gaire èxit, pràcticament dos anys després (el setembre de 2020), tenia més de 100.000 descàrregues. Es troba accessible només en anglès i per a les plataformes Android (Google Play) i iOS (App Store). El joc consisteix a fer anar una excavadora amb l'objectiu d'excavar per poder arribar fins a la Xina.

#### The Henry Stickmin Collection
Es va llançar el 13 de setembre del 2020, tot i que va sortir amb primícia el 7 d'agost del mateix any. Només un mes més tard del seu llançament, ja tenia més de 20.000 descàrregues. Es troba disponible per a macOS, Microsoft Windows i per a Google Play, i és gratuït per a aquesta última plataforma.

## Among Us 2[31][32][33][34][35]
Es planejava treure la seqüela o segona part del joc a finals del mes d'octubre, però segons indica la Vanguardia, la segona part del joc va ser cancel·lada perquè InnerSloth pogués centrar tots els seus esforços en millorar la primera part. Hi van fer algunes actualitzacions amb moltes millores com per exemple l'intent d'afegir nous mapes al joc, millores pels jugadors daltònics i sobretot i el més important, millores anti-trampa o anti-pirateria i al servidor. D'aquesta manera van poder millorar de forma notable el rendiment del joc, ja que abans d'aquestes millores, el joc es veia totalment col·lapsat per la quantitat de jugadors simultanis en línia que obtenia.
Així doncs InnerSloth segueix centrat en seguir millorant el joc, que espera encara més millores i actualitzacions per fer el joc més entretingut de cara al futur.